# Fußball-Europameisterschaft 2004

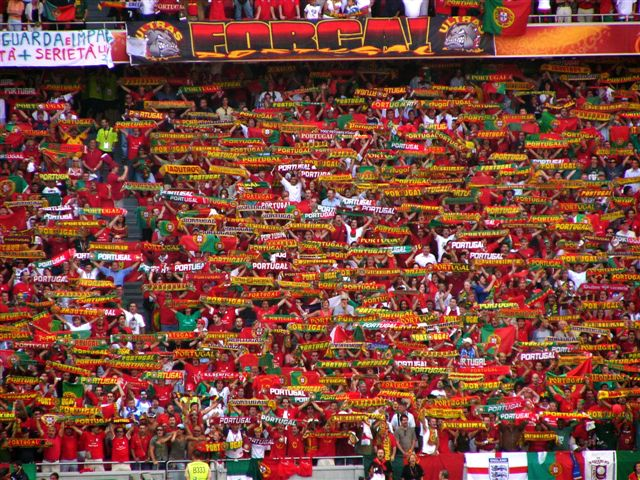
Portugiesische Fans

Die Endrunde der 12. Fußball-Europameisterschaft  (offiziell: UEFA EURO 2004) wurde vom 12. Juni bis zum 4. Juli 2004 in Portugal ausgetragen. Am Turnier nahmen 16 Nationalmannschaften teil, die in 31 Spielen zunächst in Gruppen und danach im K.-o.-System gegeneinander antraten.
Die Nationalmannschaft Griechenlands, die als Außenseiter angereist war, gewann das Turnier nach einem 1:0-Sieg über Gastgeber Portugal im Finale von Lissabon und wurde damit zum ersten Mal Fußball-Europameister. Mit dem Mittelfeldspieler Theodoros Zagorakis stellte Griechenland zudem den besten Spieler des Turniers. Die Niederlage Portugals stellt zugleich die erste Finalniederlage eines Gastgebers in der Geschichte der EM dar. Zuvor hatten Spanien (1964), Italien (1968) und Frankreich (1984) ihre Finalspiele als Gastgeber jeweils gewinnen können.
Der Vize-Weltmeister von 2002, Deutschland, scheiterte, wie auch vier Jahre zuvor, bereits in der Gruppenphase. Die Schweiz scheiterte ebenso in der Gruppenphase, Österreich bereits in der Qualifikation. Torschützenkönig wurde der Tscheche Milan Baroš.

## Vergabe
Portugal bekam die Austragung der Europameisterschaft 2004 am 12. Oktober 1999 in Aachen von der UEFA zugesprochen. Das Land setzte sich dabei unter anderem gegen Spanien und Österreich/Ungarn durch. Portugal hatte Spanien die gemeinsame Austragung des Turniers angeboten, die Spanier lehnten jedoch in der Hoffnung auf den Zuschlag für eine eigenständige Ausrichtung ab.

## Spielorte
| Aveiro |

| Braga |

| Coimbra |

| Faro |

| Loulé |

| Porto |

| Lissabon |

| Leiria |

| Guimarães |

| Aveiro |

| Braga |

| Coimbra |

| Faro |

| Loulé |

| Porto |

| Lissabon |

| Leiria |

| Guimarães |

- In Aveiro im neu errichteten Estádio Municipal fanden zwei Spiele der Gruppe D der Europameisterschaft statt. Das Stadion fasst 30.000 Zuschauer und wurde am 15. November 2003 offiziell eröffnet. Im Ligabetrieb wird es vom Fußballklub SC Beira-Mar genutzt.
- Braga im Estádio Municipal des Fußballklubs Sporting Braga. Das Stadion, in dem zwei der Gruppenspiele stattfanden, wurde neu erbaut und besitzt eine Kapazität von 30.000 Sitzplätzen.
- Coimbra im Cidade-Stadion. In dem für die EM sanierten und modernisierten Stadion für 30.000 Zuschauer wurden zwei Gruppenspiele ausgerichtet. Heimatklub ist Académica de Coimbra.
- Faro-Loulé im neu gebauten, 30.000 Zuschauer fassenden Estádio Algarve. Die Spielstätte war Austragungsort zweier Gruppenspiele und eines Viertelfinalspiels. Die Heimatklubs sind SC Farense und SC Olhanense.
- Guimarães im Estádio Dom Afonso Henriques – Heimstätte des Fußballklubs Vitória Guimarães. Das Stadion hat Platz für 30.000 Zuschauer und wurde für die EM neu gestaltet. Im Stadion von Guimarães fanden zwei Gruppenspiele statt.
- Leiria im Estádio Dr. Magalhães Pessoa des Fußballklubs União Leiria. Das renovierte und erweiterte Stadion für 30.000 Zuschauer war Austragungsort zweier Gruppenspiele.
- Lissabon im Estádio José Alvalade XXI des Fußballklubs Sporting Lissabon und im Estádio da Luz – Heimstätte von Benfica Lissabon. Im José-Alvalade-Stadion, das im Vorfeld der EM errichtet wurde und Platz für 52.000 Zuschauer bietet, wurden drei Gruppenspiele, ein Viertelfinale und ein Halbfinale ausgetragen. Das ebenfalls neu entstandene Estádio da Luz war mit einer Kapazität von 65.000 Sitzplätzen das größte Stadion dieser Meisterschaft. Hier wurden drei Gruppenspiele, ein Viertelfinalspiel und das Endspiel ausgerichtet.
- Porto im Estádio do Dragão – Heimstätte des FC Porto – und im Estádio do Bessa Século. XXI – Heimat von Boavista Porto. Das Estádio do Dragão, in dem die Eröffnungspartie, zwei weitere Gruppenspiele, eine Viertelfinal- und ein Halbfinalbegegnung stattfanden, wurde neu erbaut und bietet Platz für 50.000 Zuschauer. Im Bessa-Stadion wurden drei Gruppenspiele ausgetragen. Nach Modernisierung und Vergrößerung bietet es 30.000 Zuschauern Platz.

## Reglement

### Turnierform
Wie schon bei den letzten beiden Europameisterschaften zuvor wurde auch diesmal die Vorrunde in vier Gruppen zu vier Mannschaften bestritten. Die jeweils ersten beiden Mannschaften jeder Gruppe qualifizierten sich für das Viertelfinale.

### Silver Goal
Das einzige Mal bei einer Fußball-Europameisterschaft galt ab Viertelfinale die Silver-Goal-Regel: Sollte es in einem Spiel der Finalrunde nach der regulären Spielzeit unentschieden stehen, würden zunächst 15 Minuten nachgespielt. Nur bei einem erneuten Unentschieden käme es zu einer weiteren 15-minütigen Verlängerung. Danach würde ein Elfmeterschießen ausgetragen.
Das einzige Spiel, in dem ein Silver Goal erzielt wurde, war das Halbfinale zwischen Griechenland und Tschechien, welches die Griechen gewannen.

### Entscheidungskriterien für die Gruppenphase
Die Platzierung der Mannschaften in den Vorrundengruppen ergab sich nach den folgenden Kriterien in folgender Reihenfolge:
1. höhere Anzahl der Punkte aus allen Gruppenspielen
2. höhere Anzahl der Punkte im direkten Vergleich
3. bessere Tordifferenz im direkten Vergleich
4. höhere Anzahl der erzielten Tore im direkten Vergleich
5. bessere Tordifferenz aus allen Gruppenspielen
6. höhere Anzahl der erzielten Tore in allen Gruppenspielen
7. höherer UEFA-Koeffizient
8. besseres Fairplay-Verhalten während der Endrunde
9. Losentscheid

Falls sich am letzten Spieltag der Gruppenphase zwei Mannschaften gegenübergestanden hätten, die nach Ende der regulären Spielzeit Remis spielten und dieselbe Anzahl an Punkten und dieselbe Tordifferenz aufwiesen und es kein weiteres Team gegeben hätte, das ebenso viele Punkte verbuchen konnte, wäre die Entscheidung um die Platzierung in der Gruppe im Elfmeterschießen gefallen.

## Teilnehmer

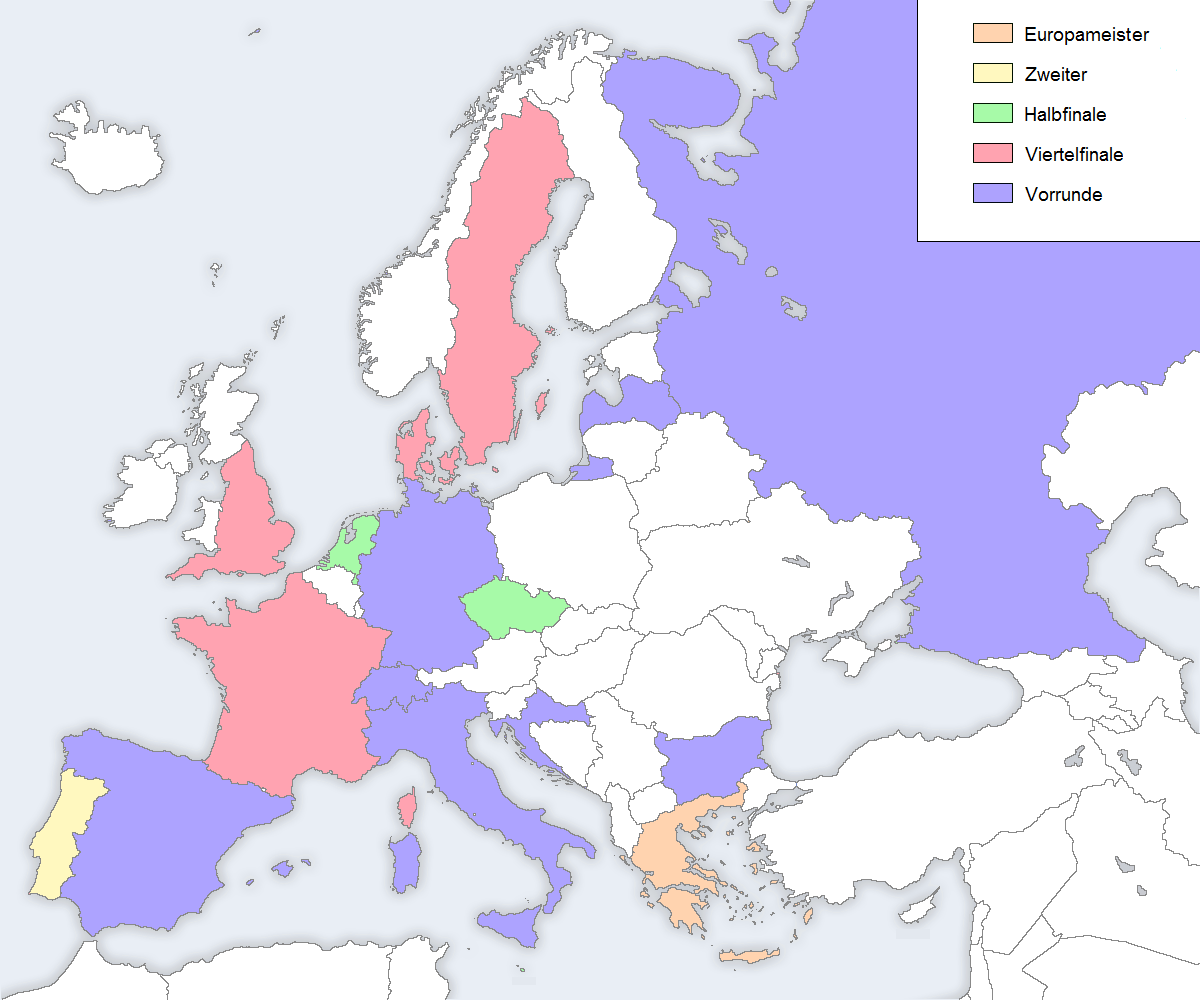
Teilnehmer

Die Qualifikationsrunde für die Europameisterschaft 2004 fand von September 2002 bis Oktober 2003 in zehn Gruppen statt, in denen jeweils fünf Mannschaften spielten. Portugal war als Gastgeber automatisch qualifiziert. Die zehn Gruppensieger qualifizierten sich automatisch für die Endrunde. Unter den zehn Gruppenzweiten wurden fünf Relegationsspiele ausgetragen, deren fünf Sieger ebenfalls die Endrunde erreichten.

### Auslosung der Endrunde
Bei der Auslosung für die Europameisterschaftsendrunde am 29. November 2003 in Lissabon wurden die 16 Mannschaften entsprechend ihren Ergebnissen bei den Qualifikationen für die WM 2002 und die EM 2004 in vier Lostöpfe eingeteilt. Mannschaften aus den gleichen Lostöpfen konnten in den Gruppenspielen nicht aufeinandertreffen. Lostopf A bestand aus Frankreich (als Europameister 2000 als Gruppenkopf gesetzt), Portugal (als Gruppenkopf in Gruppe A gesetzt) Schweden und Tschechien. In Topf B fanden sich England, Spanien, Italien und Deutschland wieder. In Lostopf C befanden sich die Niederlande, Kroatien, Dänemark und Russland und in Lostopf D Bulgarien, Schweiz, Griechenland und Lettland. Die Auslosung ergab folgende Gruppeneinteilung:
| Gruppe A             | Gruppe B           | Gruppe C          | Gruppe D            |
| -------------------- | ------------------ | ----------------- | ------------------- |
| Portugal (Kader)     | Frankreich (Kader) | Schweden (Kader)  | Tschechien (Kader)  |
| Griechenland (Kader) | England (Kader)    | Bulgarien (Kader) | Lettland (Kader)    |
| Spanien (Kader)      | Schweiz (Kader)    | Dänemark (Kader)  | Deutschland (Kader) |
| Russland (Kader)     | Kroatien (Kader)   | Italien (Kader)   | Niederlande (Kader) |

## Vorrunde

### Gruppe A
| Pl.                                                                                               | Land         | Sp. | S | U | N | Tore    | Diff. | Punkte |
| ------------------------------------------------------------------------------------------------- | ------------ | --- | - | - | - | ------- | ----- | ------ |
| 1.                                                                                                | Portugal     | 3   | 2 | 0 | 1 | 004:200 | +2    | 06     |
| 2.                                                                                                | Griechenland | 3   | 1 | 1 | 1 | 004:400 | ±0    | 04     |
| 3.                                                                                                | Spanien      | 3   | 1 | 1 | 1 | 002:200 | ±0    | 04     |
| 4.                                                                                                | Russland     | 3   | 1 | 0 | 2 | 002:400 | −2    | 03     |
| Für die Platzierung 2 und 3 ist die Anzahl der erzielten Tore in allen Gruppenspielen maßgeblich. |              |     |   |   |   |         |       |        |

|                                                       |   |              |           |
| 12. Juni 2004 in Porto (Estádio do Dragão)            |   |              |           |
| Portugal                                              | – | Griechenland | 1:2 (0:1) |
| 12. Juni 2004 in Faro und Loulé                       |   |              |           |
| Spanien                                               | – | Russland     | 1:0 (0:0) |
| 16. Juni 2004 in Porto (Estádio do Bessa Século. XXI) |   |              |           |
| Griechenland                                          | – | Spanien      | 1:1 (0:1) |
| 16. Juni 2004 in Lissabon (Estádio da Luz)            |   |              |           |
| Russland                                              | – | Portugal     | 0:2 (0:1) |
| 20. Juni 2004 in Lissabon (Estádio José Alvalade XXI) |   |              |           |
| Spanien                                               | – | Portugal     | 0:1 (0:0) |
| 20. Juni 2004 in Faro und Loulé                       |   |              |           |
| Russland                                              | – | Griechenland | 2:1 (2:1) |

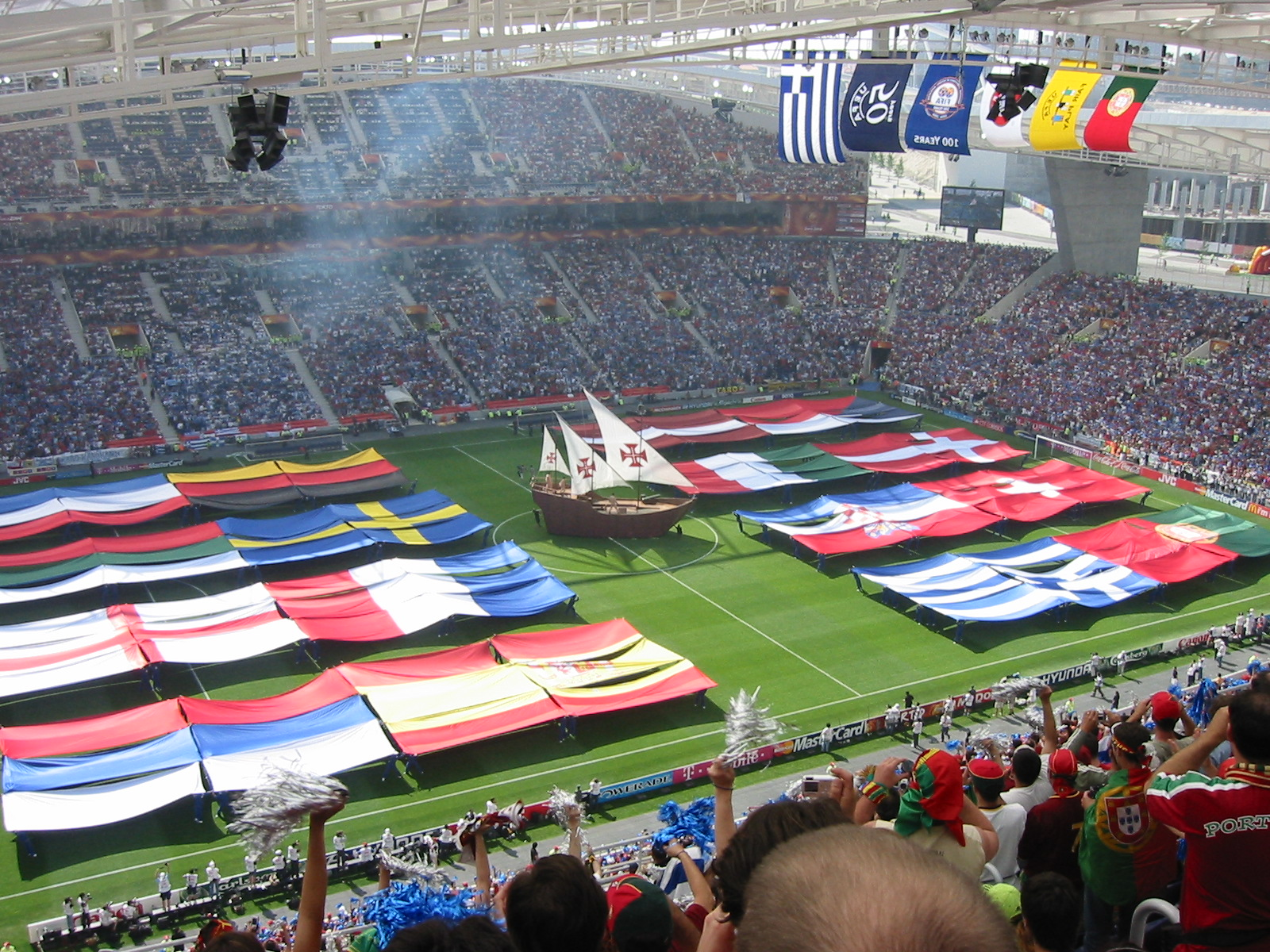
Eröffnungszeremonie

Der Gastgeber Portugal startete mit einer Niederlage gegen Griechenland ins Turnier, wodurch die Mannschaft von Luiz Felipe Scolari früh unter Druck geraten war. Nach dem Sieg gegen Russland musste Spanien besiegt werden, was im letzten Gruppenspiel gelang.
Griechenland gewann das Eröffnungsspiel gegen den Gastgeber Portugal, worauf im zweiten Spiel ein Unentschieden gegen Spanien folgte. Nach der Niederlage gegen das bereits ausgeschiedene Russland, die knapp zum Viertelfinaleinzug reichte, ging die Fachwelt davon aus, dass gegen Europameister Frankreich das Turnieraus kommen würde.
Spanien begann das Turnier mit einem Sieg gegen Russland. Nach dem Unentschieden gegen Griechenland hätte ein Unentschieden gegen Portugal zum Weiterkommen genügt. Die 0:1-Niederlage gegen den Nachbarn führte zum Aus, weil Griechenland nicht mit mehr als einem Tor Unterschied gegen Russland verlor. Somit hatte Spanien gegenüber Griechenland bei gleichem Torverhältnis weniger Tore erzielt.
Russland verlor die ersten beiden Spiele gegen Spanien und Portugal. Dies führte dazu, dass der Sieg gegen Griechenland im letzten Gruppenspiel nicht zum Einzug ins Viertelfinale reichte.
Im Spiel Russland gegen Griechenland wurde von dem russischen Spieler Dmitri Kiritschenko der Rekord für das schnellste erzielte Tor bei einer EM aufgestellt. Er traf 67 Sekunden nach dem Anpfiff. Erst 2024 wurde der Rekord beim Spiel Italien gegen Albanien von Nedim Bajrami (Albanien) auf 22 Sekunden verbessert.

### Gruppe B
| Pl. | Land       | Sp. | S | U | N | Tore    | Diff. | Punkte |
| --- | ---------- | --- | - | - | - | ------- | ----- | ------ |
| 1.  | Frankreich | 3   | 2 | 1 | 0 | 007:400 | +3    | 07     |
| 2.  | England    | 3   | 2 | 0 | 1 | 008:400 | +4    | 06     |
| 3.  | Kroatien   | 3   | 0 | 2 | 1 | 004:600 | −2    | 02     |
| 4.  | Schweiz    | 3   | 0 | 1 | 2 | 001:600 | −5    | 01     |

|                                            |   |            |           |
| 13. Juni 2004 in Leiria                    |   |            |           |
| Schweiz                                    | – | Kroatien   | 0:0       |
| 13. Juni 2004 in Lissabon (Estádio da Luz) |   |            |           |
| Frankreich                                 | – | England    | 2:1 (0:1) |
| 17. Juni 2004 in Coimbra                   |   |            |           |
| England                                    | – | Schweiz    | 3:0 (1:0) |
| 17. Juni 2004 in Leiria                    |   |            |           |
| Kroatien                                   | – | Frankreich | 2:2 (0:1) |
| 21. Juni 2004 in Lissabon (Estádio da Luz) |   |            |           |
| Kroatien                                   | – | England    | 2:4 (1:2) |
| 21. Juni 2004 in Coimbra                   |   |            |           |
| Schweiz                                    | – | Frankreich | 1:3 (1:1) |

Frankreich gelang ein später Auftaktsieg gegen England, dem ein Unentschieden gegen Kroatien folgte. Im letzten Spiel gegen die Schweiz stellte Frankreich durch ein Tor von Zidane und einen Doppelpack von Henry den Einzug in die Viertelfinals sicher.
England verlor das erste Gruppenspiel gegen Frankreich, bei dem David Beckham seinen ersten Elfmeter bei dieser EM verschossen hatte. Frankreich drehte die Partie in der Nachspielzeit durch ein Freistoß- und ein Elfmetertor von Zinédine Zidane zum Endstand von 2:1. England hatte bis zur 91. Minute mit 1:0 geführt. Ein Sieg gegen die Schweiz und ein nach 0:1-Rückstand am Ende deutlicher Sieg gegen Kroatien ermöglichte das Weiterkommen. Der 18-jährige Wayne Rooney erzielte gegen die Schweiz und Kroatien jeweils zwei Tore und trug so zur Viertelfinal-Qualifikation der Engländer bei.
Kroatien war nach dem ersten Gruppenspiel gegen die Schweiz, das mit einem torlosen Unentschieden geendet hatte, in Rücklage geraten. Kroatien erzielte mit dem 2:2 gegen Frankreich einen Achtungserfolg, schied nach dem 2:4 im letzten Gruppenspiel gegen England jedoch aus.
Die Schweiz ging als Außenseiter in die Gruppe B und hatte nach dem Unentschieden gegen Kroatien keine großen Chancen mehr auf das Weiterkommen. Nach Niederlagen gegen England und Frankreich schied die Mannschaft aus.
Johan Vonlanthen wurde durch seinen zwischenzeitlichen Ausgleichstreffer für die Schweiz zum jüngsten Torschützen der EM-Geschichte.

### Gruppe C
| Pl. | Land      | Sp. | S | U | N | Tore    | Diff. | Punkte |
| --- | --------- | --- | - | - | - | ------- | ----- | ------ |
| 1. | Schweden  | 3   | 1 | 2 | 0 | 008:300 | +5    | 05     |
| 2. | Dänemark  | 3   | 1 | 2 | 0 | 004:200 | +2    | 05     |
| 3. | Italien   | 3   | 1 | 2 | 0 | 003:200 | +1    | 05     |
| 4. | Bulgarien | 3   | 0 | 0 | 3 | 001:900 | −8    | 0      |
| Für die Platzierung 1, 2 und 3 ist die Anzahl der erzielten Tore im direkten Vergleich zwischen Schweden, Dänemark und Italien maßgeblich. |           |     |   |   |   |         |       |        |

|                                                       |   |           |           |
| 14. Juni 2004 in Guimarães                            |   |           |           |
| Dänemark                                              | – | Italien   | 0:0       |
| 14. Juni 2004 in Lissabon (Estádio José Alvalade XXI) |   |           |           |
| Schweden                                              | – | Bulgarien | 5:0 (1:0) |
| 18. Juni 2004 in Braga                                |   |           |           |
| Bulgarien                                             | – | Dänemark  | 0:2 (0:1) |
| 18. Juni 2004 in Porto (Estádio do Dragão)            |   |           |           |
| Italien                                               | – | Schweden  | 1:1 (1:0) |
| 22. Juni 2004 in Guimarães                            |   |           |           |
| Italien                                               | – | Bulgarien | 2:1 (0:1) |
| 22. Juni 2004 in Porto (Estádio do Bessa Século. XXI) |   |           |           |
| Dänemark                                              | – | Schweden  | 2:2 (1:0) |

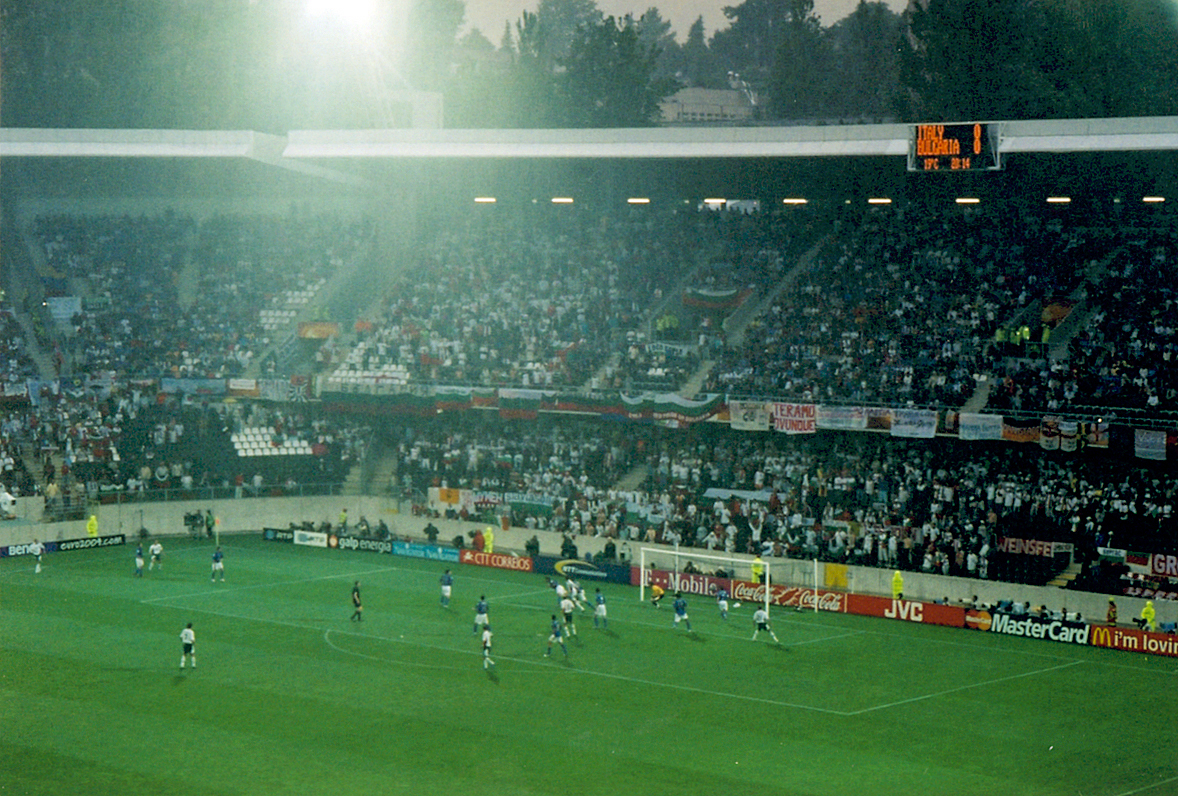
Italien gegen Bulgarien

Schweden startete mit dem 5:0 gegen Bulgarien in das Turnier. Der in die schwedische Nationalelf zurückgekehrte Henrik Larsson, der unter anderem ein Tor durch einen Flugkopfball erzielte, sowie Zlatan Ibrahimović mit einem Elfmetertor waren die besten Spieler des mit der höchsten Tordifferenz im Turnier gewonnenen Spiels. Das 1:1-Unentschieden gegen Italien und das 2:2 gegen Dänemark reichten zum Weiterkommen als Gruppenerster.
Dänemark startete mit einem 0:0 gegen Italien ins Turnier. Der folgende Sieg gegen Bulgarien sorgte dafür, dass Schweden und Dänemark ein 2:2 im letzten Gruppenspiel reichte, um den Viertelfinaleinzug zu schaffen.
Italien begann die Euro 2004 mit zwei Unentschieden gegen Dänemark und Schweden. Trotz des späten 2:1-Erfolges gegen Bulgarien reichte es den Italienern nicht, da Dänemark und Schweden sich 2:2 trennten. Da schon im Vorhinein klar war, dass sich Dänemark und Schweden bei diesem Ergebnis beide für das Viertelfinale qualifizieren würden und der dänische Torwart in der 89. Minute noch den 2:2-Ausgleich der Schweden verursachte, kam in den italienischen Medien der Verdacht einer Absprache auf. Die ironisch gemeinte Äußerung des dänischen Trainers Morten Olsen („Natürlich machen wir einen Deal.“) heizte diese Spekulationen noch auf.
Bulgarien war nach dem 0:5 gegen Schweden und der weiteren Niederlage gegen Dänemark schon vor dem letzten Spiel ausgeschieden. Die Bulgaren hielten im letzten Gruppenspiel gegen Italien gut mit und verloren erst durch ein Tor in der Nachspielzeit.

### Gruppe D
| Pl. | Land        | Sp. | S | U | N | Tore    | Diff. | Punkte |
| --- | ----------- | --- | - | - | - | ------- | ----- | ------ |
| 1.  | Tschechien  | 3   | 3 | 0 | 0 | 007:400 | +3    | 09     |
| 2.  | Niederlande | 3   | 1 | 1 | 1 | 006:400 | +2    | 04     |
| 3.  | Deutschland | 3   | 0 | 2 | 1 | 002:300 | −1    | 02     |
| 4.  | Lettland    | 3   | 0 | 1 | 2 | 001:500 | −4    | 01     |

|                                                       |   |             |           |
| 15. Juni 2004 in Aveiro                               |   |             |           |
| Tschechien                                            | – | Lettland    | 2:1 (0:1) |
| 15. Juni 2004 in Porto (Estádio do Dragão)            |   |             |           |
| Deutschland                                           | – | Niederlande | 1:1 (1:0) |
| 19. Juni 2004 in Porto (Estádio do Bessa Século. XXI) |   |             |           |
| Lettland                                              | – | Deutschland | 0:0       |
| 19. Juni 2004 in Aveiro                               |   |             |           |
| Niederlande                                           | – | Tschechien  | 2:3 (2:1) |
| 23. Juni 2004 in Braga                                |   |             |           |
| Niederlande                                           | – | Lettland    | 3:0 (2:0) |
| 23. Juni 2004 in Lissabon (Estádio José Alvalade XXI) |   |             |           |
| Deutschland                                           | – | Tschechien  | 1:2 (1:1) |

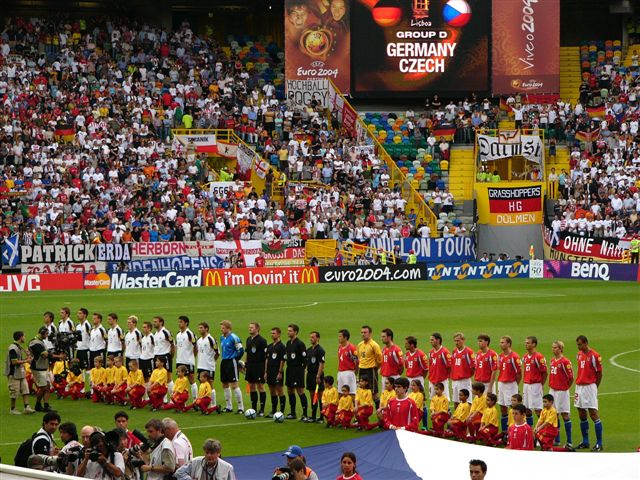
Vor dem Gruppenspiel Deutschland – Tschechien

Tschechien gewann das erste Gruppenspiel nach einem 0:1-Rückstand gegen Lettland mit 2:1. Die Tschechen gewannen das zweite Spiel mit 3:2 gegen die Niederlande, das nach einem 0:2-Rückstand zustande kam. Die Stärke der tschechischen Mannschaft resultierte nicht nur aus ihrem technischen Können, sondern auch aus ihrer guten Moral und dem mannschaftlichen Zusammenhalt. Da Tschechien nach diesen zwei Siegen als Gruppensieger feststand, spielte im letzten Gruppenspiel gegen die deutsche Mannschaft eine B-Elf. Abermals lag die Mannschaft 0:1 hinten und gewann mit 2:1. Tschechien galt spätestens nach dem Weiterkommen in dieser Gruppe als einer der Anwärter auf den Titel des Europameisters.
Die Niederlande erkämpften gegen Deutschland ein 1:1. Da das Spiel gegen Tschechien nach 2:0-Führung mit 2:3 verloren ging, konnten die Niederländer das Viertelfinale im letzten Spiel gegen Lettland nicht mehr aus eigener Kraft erreichen. Tschechien gelang wie bei den anderen beiden Gruppenspielen die Umwandlung eines Rückstands (hier von zwei Toren) in einen Sieg. Bereits im Vorfeld der EM gab es Unruhe im niederländischen Team, die von der Kritik am Trainer Dick Advocaat herrührte. Trotzdem gewann die Mannschaft mit 3:0 gegen Lettland und feierte dank der deutschen Niederlage gegen Tschechien den Einzug ins Viertelfinale.
Deutschland schied – zum dritten Mal nach 1984 und 2000 – nach den Gruppenspielen aus. Im Spiel gegen die Niederlande kassierte die Mannschaft neun Minuten vor Schluss den Ausgleich. Gegen Lettland erreichte die Mannschaft ein torloses Remis. Da die Niederlande gegen Tschechien verloren, hätte die deutsche Mannschaft dank dieser Unterstützung mit einem Sieg gegen die B-Elf Tschechiens das Viertelfinale erreichen können. Die 1:0-Führung durch Michael Ballack drehten die Tschechen jedoch in ein 1:2.
Lettland, dessen Qualifikation eine große Überraschung gewesen war, spielte gut mit. Die Letten verloren im Eröffnungsspiel trotz Führung gegen Tschechien und erkämpften sich gegen Deutschland ein 0:0. Dadurch gab es noch theoretisch die Möglichkeit, ins Viertelfinale einzuziehen. Doch gegen die Niederlande verloren die Balten deutlich mit 0:3.

## Finalrunde
|  | Viertelfinale         | Viertelfinale         |  |  | Halbfinale          | Halbfinale          |   |  | Finale | Finale |
|  |                       |                       |  |  |                     |                     |   |  |        |        |
|  | 24. Juni – Lissabon   |                       |  |  |                     |                     |   |  |        |        |
|  | Portugal              | 22 (6)2               |  |  | 30. Juni – Lissabon | 30. Juni – Lissabon |   |  |        |        |
|  | England               | 2 (5)                 |  |  | Portugal            | 2                   |   |  |        |        |
|  | 26. Juni – Faro-Loulé | 26. Juni – Faro-Loulé |  |  | Niederlande         | 1                   |   |  |        |        |
|  | Schweden              | 0 (4)                 |  |  | 4. Juli – Lissabon  | 4. Juli – Lissabon  |   |  |        |        |
|  | Niederlande           | 20 (5)2               |  |  | Portugal            | 0                   |   |  |        |        |
|  | 25. Juni – Lissabon   | 25. Juni – Lissabon   |  |  |                     | Griechenland        | 1 |  |        |        |
|  | Frankreich            | 0                     |  |  | 1. Juli – Porto     | 1. Juli – Porto     |   |  |        |        |
|  | Griechenland          | 1                     |  |  | Griechenland        | 1                   |   |  |        |        |
|  | 27. Juni – Porto      | 27. Juni – Porto      |  |  | Tschechien          | 0                   |   |  |        |        |
|  | Tschechien            | 3                     |  |  |                     |                     |   |  |        |        |
|  | Dänemark              | 0                     |  |  |                     |                     |   |  |        |        |

1 Sieg nach Silver Goal
2 Sieg im Elfmeterschießen

### Viertelfinale
|                                                            |   |              |                                 |
| Do., 24. Juni 2004 in Lissabon (Estádio da Luz)            |   |              |                                 |
| Portugal                                                   | – | England      | 2:2 n. V. (1:1, 0:1), 6:5 i. E. |
| Fr., 25. Juni 2004 in Lissabon (Estádio José Alvalade XXI) |   |              |                                 |
| Frankreich                                                 | – | Griechenland | 0:1 (0:0)                       |
| Sa., 26. Juni 2004 in Faro und Loulé (Estádio Algarve)     |   |              |                                 |
| Schweden                                                   | – | Niederlande  | 0:0 n. V., 4:5 i. E.            |
| So., 27. Juni 2004 in Porto (Estádio do Dragão)            |   |              |                                 |
| Tschechien                                                 | – | Dänemark     | 3:0 (0:0)                       |

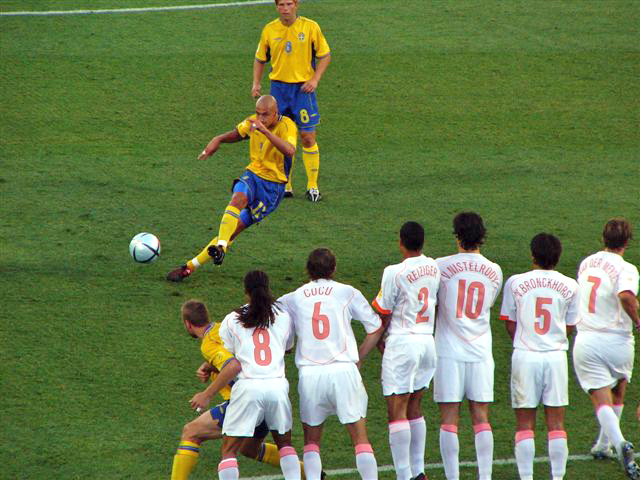
Henrik Larsson im Viertelfinale der Euro 2004 gegen die Niederlande

Während der regulären Spielzeit geriet Portugal durch ein frühes Tor der Engländer in Rückstand. In der 85. Minute gelang der Ausgleich durch Hélder Postiga. Umstritten war ein nach einem Freistoß erzieltes Tor der Engländer durch Sol Campbell in der 89. Minute, das aufgrund einer als Behinderung des portugiesischen Torhüters Ricardo durch John Terry gewerteten Aktion nicht anerkannt wurde. Der Schiedsrichter Urs Meier erhielt in der Folge mehrere Morddrohungen. Wayne Rooney zog sich in der ersten Spielhälfte einen Knochenbruch im Fuß zu und musste ausgewechselt werden. In der Verlängerung lieferten sich beide Mannschaften einen Schlagabtausch, zeigten bei konstant hohem Tempo eine große Leistung und konnten untereinander keinen Sieger ermitteln. Daher kam es zum Elfmeterschießen. Zwei verschossene Elfmeter auf Seiten Englands bei einem verfehlten portugiesischen Versuch (von Rui Costa) führten zum portugiesischen Sieg. David Beckham verschoss seinen zweiten Elfmeter bei dieser EM (gegen Frankreich scheiterte er an Barthez, gegen Portugal schoss er wie bereits in der Qualifikation über das Tor), und Darius Vassells Schuss wurde vom portugiesischen Torhüter Ricardo, der ohne Handschuhe hielt, pariert. Der wiederum versenkte den entscheidenden Elfmeter im Tor des englischen Keepers David James und markierte so den 8:7-Endstand zu Gunsten Portugals. England erlitt zum wiederholten Male bei einem Turnier eine Niederlage im Elfmeterschießen.
Im zweiten Viertelfinalspiel der EM schaffte Griechenland eine Überraschung. Die Griechen besiegten den amtierenden Europameister Frankreich mit 1:0. In der ersten Halbzeit arbeiteten sich die Griechen eine Reihe hochkarätiger Chancen heraus. Die „Équipe Tricolore“ agierte ideenlos. In der zweiten Halbzeit kamen die Franzosen zu einigen guten Chancen. Frankreich fehlte die nötige Präzision, unter anderem verfehlte Thierry Henry zweimal das Tor knapp. Den Siegtreffer erzielte Angelos Charisteas in der 65. Minute mit einem Kopfball. Dass die Griechen ohne Gegentor blieben, ist vor allem der Defensivtaktik zu verdanken, die den französischen Kombinationsfußball nicht zur Entfaltung kommen ließ. Nach dem griechischen Treffer versuchten die Franzosen bis zum Spielende erfolglos, mit der Brechstange zum Ausgleich zu kommen. Die griechischen Spieler – allen voran Angelos Charisteas – und der Nationaltrainer Otto Rehhagel wurden im Heimatland als Helden gefeiert und gingen bereits mit diesem Sieg in die Europameisterschaftsgeschichte ein. Frankreich hatte zuvor seit dem Auftritt bei der Weltmeisterschaft 2002 in Japan und Südkorea nur ein Spiel (gegen Dänemark) verloren.
Schweden rang den Niederlanden nach 90 Minuten ein 0:0 ab. Nach 120 Minuten mit offensiven Vorstößen beider Mannschaften kam es nach dem Spiel Portugal – England zum zweiten Elfmeterschießen der Euro. Zlatan Ibrahimović verschoss den ersten Elfmeter für Schweden. Nachdem der Niederländer Phillip Cocu vom Elfmeterpunkt ebenfalls am Tor vorbei zielte, konnte Edwin van der Sar seiner Mannschaft mit einer Parade des Elfmeters des Schweden Olof Mellberg den Sieg mit 5:4 sichern. Die Niederländer beendeten damit ihr „Elfmetertrauma“ mit fünf Niederlagen nacheinander bei großen Turnieren im Elfmeterschießen. Obwohl die Schweden im Viertelfinale ausschieden, galt die Mannschaft mit ihrem kontrollierten und taktisch disziplinierten Spiel in Offensive und Defensive als eine der positiven Überraschungen des Turniers.
Tschechien gewann die Begegnung gegen Dänemark mit 3:0. In der ersten Halbzeit agierten die Tschechen mit eher ungewohntem Defensivfußball. Nach dem Spiel erklärte der tschechische Trainer Karel Brückner, dass versucht wurde, nicht erneut wie bei allen Gruppenpartien in Rückstand zu geraten. Dänemark hingegen spielte offensiv, konnte die Überlegenheit aber nicht in Tore umsetzen. In der zweiten Halbzeit ging Tschechien in die Offensive, riss das Spiel an sich und machte binnen 20 Minuten durch einen Kopfball von Jan Koller sowie einen Doppelschlag innerhalb dreier Spielminuten durch den 23-jährigen Milan Baroš mit seinen Turniertoren vier und fünf den Sieg perfekt.

### Halbfinale
|                                                            |   |             |           |
| Mi., 30. Juni 2004 in Lissabon (Estádio José Alvalade XXI) |   |             |           |
| Portugal                                                   | – | Niederlande | 2:1 (1:0) |
| Do., 1. Juli 2004 in Porto (Estádio do Dragão)             |   |             |           |
| Griechenland                                               | – | Tschechien  | 1:0 n. SG |

Nach verhaltenem Beginn köpfte Cristiano Ronaldo nach einem Eckstoß von Deco in der 26. Spielminute zum 1:0 ein. Als bester Spieler der Partie galt Luís Figo. Er übernahm oft die Verantwortung und setzte entscheidende Akzente. Portugal kontrollierte das Spiel und konterte immer wieder. Die Niederländer standen weit vom Gegner entfernt und brauchten lange, um ihre Angriffe aufzubauen. Der niederländische Stürmer Ruud van Nistelrooy konnte sich gegen die Portugiesen nicht durchsetzen. Nach dem 2:0 in der 58. Minute ebenfalls durch eine Standardsituation (nach kurzem Eckball) durch Maniche und einem Eigentor – Jorge Andrade lenkte den Ball in Bedrängnis von van Nistelrooy über den Torhüter Ricardo ins Tor – zum 2:1 gewannen die Niederländer etwas mehr Selbstvertrauen. Allmählich spielten sich die Portugiesen über Konter neue Chancen heraus. Ab der 81. Minute stürmten die Niederlande mit drei Mittelstürmern: Ruud van Nistelrooy, Roy Makaay und Pierre van Hooijdonk. Doch das brachte keinen Torerfolg. Portugal erreichte mit dem 2:1 erstmals ein EM-Finale.
Im zweiten Halbfinalspiel ging die Taktik der Griechen wiederum auf. Sie nahmen unter anderem die beiden tschechischen Stürmer Milan Baroš und Jan Koller in Manndeckung, machten die Räume eng und ließen die tschechische Mannschaft kaum zur Entfaltung kommen. Die Tschechen hatten in der ersten Halbzeit drei Torchancen, darunter einen Lattentreffer von Tomáš Rosický. Der tschechische Mittelfeldakteur Pavel Nedvěd zog sich in der ersten Halbzeit im griechischen Strafraum bei einem Zweikampf eine Knieverletzung zu und fiel aus. In der zweiten Halbzeit hatte die tschechische Mannschaft weitere gute Chancen, unter anderem nach einem Doppelpass zwischen Rosický und Koller. Die Tschechen nutzten auch in der ersten Halbzeit der nötig gewordenen Verlängerung ihre Chancen nicht, und so schaffte Griechenland den Einzug ins Finale durch ein Silver Goal: Traianos Dellas erzielte den Treffer per Kopfball nach einer Ecke von Vasilios Tsiartas kurz vor Ende der ersten Verlängerung.

### Finale
| Portugal                                                               | Portugal | Griechenland | Griechenland | Aufstellung                             |
| ---------------------------------------------------------------------- | --- | --- | ------------ | --------------------------------------- |
| Portugal                                                               | \| Finale \| \| Sonntag, 4. Juli 2004 um 20:45 Uhr (MESZ) in Lissabon (Estádio da Luz) \| \| Ergebnis: 0:1 (0:0) \| \| Zuschauer: 46.679 \| \| Schiedsrichter: Markus Merk ( Deutschland) \|                               | \| Finale \| \| Sonntag, 4. Juli 2004 um 20:45 Uhr (MESZ) in Lissabon (Estádio da Luz) \| \| Ergebnis: 0:1 (0:0) \| \| Zuschauer: 46.679 \| \| Schiedsrichter: Markus Merk ( Deutschland) \| | Griechenland | Aufstellung Portugal gegen Griechenland |
| Portugal                                                               | Ricardo – Miguel (43. Paulo Ferreira), Jorge Andrade, Ricardo Carvalho, Nuno Valente – Maniche, Costinha (60. Rui Costa) – Deco – Luís Figo , Pauleta (74. Nuno Gomes), Cristiano Ronaldo Cheftrainer: Luiz Felipe Scolari | Antonios Nikopolidis – Georgios Seitaridis, Traianos Dellas, Michalis Kapsis, Panagiotis Fyssas – Angelos Basinas, Konstantinos Katsouranis – Theodoros Zagorakis , Stelios Giannakopoulos (76. Stylianos Venetidis) – Angelos Charisteas, Zisis Vryzas (81. Dimitrios Papadopoulos) Cheftrainer: Otto Rehhagel | Griechenland | Aufstellung Portugal gegen Griechenland |
| Portugal                                                               | 0:1 Angelos Charisteas (57.) | | Griechenland | Aufstellung Portugal gegen Griechenland |
| Portugal                                                               | Costinha (12.), Nuno Valente (90.+3.) | Angelos Basinas (45.+2.), Georgios Seitaridis (63.), Panagiotis Fyssas (67.), Dimitrios Papadopoulos (85.) | Griechenland | Aufstellung Portugal gegen Griechenland |
| Finale                                                                 | | |              |                                         |
| Sonntag, 4. Juli 2004 um 20:45 Uhr (MESZ) in Lissabon (Estádio da Luz) | | |              |                                         |
| Ergebnis: 0:1 (0:0)                                                    | | |              |                                         |
| Zuschauer: 46.679                                                      | | |              |                                         |
| Schiedsrichter: Markus Merk ( Deutschland)                             | | |              |                                         |

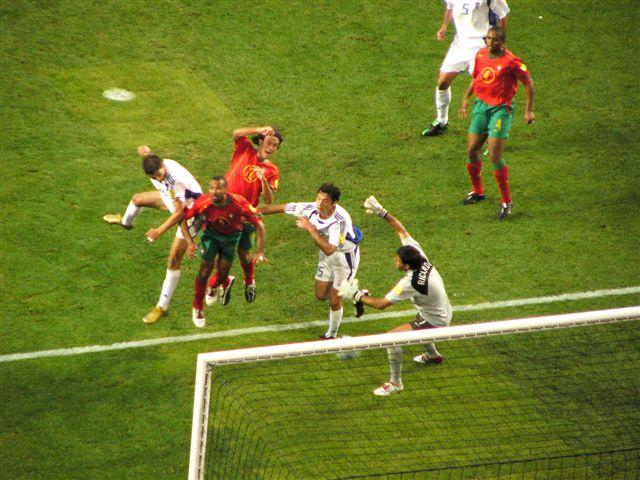
Charisteas’ Kopfballtreffer zum 0:1

Mit dem Finale zwischen Portugal und Griechenland am 4. Juli kam es erstmals zur Wiederauflage eines Eröffnungsspiels – ein Novum in der Fußballhistorie. Zudem standen erstmals seit der ersten Europameisterschaft 1960 zwei Mannschaften im Finale, die nie zuvor ein Finale erreicht hatten. Der deutsche Schiedsrichter Markus Merk leitete das Spiel.
Griechenland begann wie zuvor diszipliniert und Portugal etwas verhalten, um nicht den Fehler des Eröffnungsspiels zu wiederholen und in Rückstand zu geraten. Zu Beginn der zweiten Halbzeit erhöhten die Portugiesen den Druck. Die Griechen ließen sich etwas nach hinten drängen, so dass die Portugiesen zu mehreren Chancen kamen. In dieser Situation erzielte erneut Angelos Charisteas von Werder Bremen bei einem Eckball einen Treffer. Er nutzte einen Fehler des portugiesischen Torwarts Ricardo und köpfte in der 57. Minute zum 0:1 ein. Der Kopfball war der einzige Torschuss von Charisteas in dieser Partie. Die Portugiesen zogen nach, scheiterten jedoch immer wieder an der griechischen Verteidigung. In den restlichen Spielminuten kam Portugal insbesondere durch Cristiano Ronaldo und Luís Figo noch zu einigen guten Chancen, die alle vergeben oder vereitelt wurden. Versuche, die Stürmer von den Flügeln zu bedienen, blieben ebenfalls erfolglos. Hohe Bälle, aus dem Mittelfeld in den Strafraum geschlagen, und Schüsse aus relativ großer Distanz konnte der griechische Torhüter Antonios Nikopolidis abwehren. Die Portugiesen konnten insgesamt über zwanzig Torchancen nicht nutzen. Griechenland wurde somit erstmals Europameister.
Kurz vor Spielende kam es zu einem Zwischenfall durch den Flitzer Jimmy Jump. Der Störer stürmte auf das Spielfeld, bewarf Luís Figo mit einer Flagge des FC Barcelona und sprang anschließend ins Netz des griechischen Tors. Bis er überwältigt und vom Spielfeld getragen werden konnte, vergingen zwei Minuten.

## Torschützenliste (Endrunde)
In der Endrunde wurden insgesamt 77 Tore, davon 20 Elfmetertore, durch 47 Spieler erzielt. Zudem schossen der Portugiese Jorge Andrade und der Kroate Igor Tudor jeweils ein Eigentor.
| Rang | Spieler             | Tore |
| ---- | ------------------- | ---- |
| 1    | Milan Baroš         | 5    |
| 2    | Ruud van Nistelrooy | 4    |
|      | Wayne Rooney        | 4    |
| 4    | Angelos Charisteas  | 3    |
|      | Frank Lampard       | 3    |
|      | Henrik Larsson      | 3    |
|      | Jon Dahl Tomasson   | 3    |
|      | Zinédine Zidane     | 3    |
| 9    | Antonio Cassano     | 2    |
|      | Marek Heinz         | 2    |
|      | Thierry Henry       | 2    |
|      | Zlatan Ibrahimović  | 2    |
|      | Jan Koller          | 2    |
|      | Maniche             | 2    |
|      | Cristiano Ronaldo   | 2    |
|      | Rui Costa           | 2    |
| 17   | Marcus Allbäck      | 1    |
|      | Michael Ballack     | 1    |
|      | Angelos Basinas     | 1    |
|      | Wilfred Bouma       | 1    |
|      | Dimitri Bulykin     | 1    |
|      | Traianos Dellas     | 1    |
|      | Torsten Frings      | 1    |
|      | Steven Gerrard      | 1    |
|      | Jesper Grønkjær     | 1    |

| Rang | Spieler             | Tore |
| ---- | ------------------- | ---- |
| 17   | Mattias Jonson      | 1    |
|      | Giorgos Karagounis  | 1    |
|      | Dmitri Kiritschenko | 1    |
|      | Freddie Ljungberg   | 1    |
|      | Niko Kovač          | 1    |
|      | Roy Makaay          | 1    |
|      | Fernando Morientes  | 1    |
|      | Nuno Gomes          | 1    |
|      | Michael Owen        | 1    |
|      | Simone Perrotta     | 1    |
|      | Martin Petrow       | 1    |
|      | Hélder Postiga      | 1    |
|      | Dado Pršo           | 1    |
|      | Milan Rapaić        | 1    |
|      | Paul Scholes        | 1    |
|      | Vladimír Šmicer     | 1    |
|      | David Trezeguet     | 1    |
|      | Igor Tudor          | 1    |
|      | Juan Carlos Valerón | 1    |
|      | Māris Verpakovskis  | 1    |
|      | Johan Vonlanthen    | 1    |
|      | Zisis Vryzas        | 1    |

## Auszeichnungen

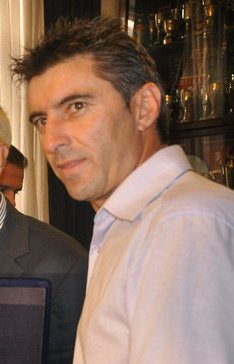
Theodoros Zagorakis, bester Spieler des Turniers

### Goldener Ball
Den Goldenen Ball als Torschützenkönig gewann der Tscheche Milan Baroš mit 5 Toren.
Torschützenkönige des gesamten Wettbewerbs wurden der Niederländer Ruud van Nistelrooy und der Slowene Ermin Šiljak (nur Qualifikation) mit jeweils neun Toren.

### UEFA Spieler des Turniers
Als Spieler des Turniers wurde der griechische Mittelfeldspieler Theodoros Zagorakis ausgezeichnet.

### UEFA-All-Star-Team
Eine achtköpfige Expertenkommission der UEFA stellte ein All-Star-Team der Europameisterschaft mit den besten Spielern des Turniers zusammen.
| Torhüter                       | Abwehr | Mittelfeld                                                                                       | Stürmer |
| ------------------------------ | --- | ------------------------------------------------------------------------------------------------ | --- |
| Petr Čech Antonios Nikopolidis | Sol Campbell Ashley Cole Traianos Dellas Olof Mellberg Ricardo Carvalho Georgios Seitaridis Gianluca Zambrotta | Michael Ballack Luís Figo Frank Lampard Maniche Pavel Nedvěd Theodoros Zagorakis Zinédine Zidane | Milan Baroš Angelos Charisteas Henrik Larsson Cristiano Ronaldo Wayne Rooney Jon Dahl Tomasson Ruud van Nistelrooy |

## Schiedsrichter
Die Schiedsrichterkommission der UEFA berief 12 Schiedsrichter und 24 Schiedsrichterassistenten. Um bestmöglich miteinander zu kooperieren, setzten sich die Gespanne mit einer Ausnahme aus Schiedsrichtern und Assistenten des jeweils gleichen Landes zusammen. Hinzu kamen vier vierte Offizielle. Die Halbfinal-Spiele wurden von Anders Frisk und Pierluigi Collina geleitet. Im Finale war Markus Merk der Schiedsrichter. Dieser profitierte vom Ausscheiden der deutschen Nationalmannschaft schon nach der Vorrunde. Somit konnte erstmals seit 1970 wieder ein deutscher Schiedsrichter das Finale einer EM oder WM leiten.
Folgende zwölf Schiedsrichter und ihre Assistenten wurden in den 31 Spielen eingesetzt:
| Schiedsrichter         | Spiele | Spiele (4. Off.) |    |   |   |  | Assistent 1              | Assistent 2            |
| ---------------------- | ------ | ---------------- | -- | - | - |  | ------------------------ | ---------------------- |
| Lucílio Batista        | 2      | 1                | 17 | 1 | 0 |  | Paulo Januario           | José Cardinal          |
| Pierluigi Collina      | 3      | 1                | 7  | 0 | 0 |  | Marco Ivaldi             | Narciso Pisacreta      |
| Anders Frisk           | 4      | 3                | 18 | 0 | 0 |  | Kenneth Petersson        | Peter Ekström          |
| Manuel Mejuto González | 2      | 1                | 9  | 1 | 0 |  | Oscar Martínez Samaniego | Rafael Guerrero Alonso |
| Terje Hauge            | 2      | 1                | 9  | 0 | 1 |  | Steinar Holvik           | Ole Hermann Borgan     |
| Walentin Iwanow        | 3      | 2                | 14 | 1 | 0 |  | Juryj Dupanau            | Wladimir Jenjutin      |
| Urs Meier              | 3      | 1                | 19 | 2 | 0 |  | Francesco Buragina       | Rudolf Käppeli         |
| Markus Merk            | 3      | 2                | 17 | 0 | 0 |  | Christian Schräer        | Jan-Hendrik Salver     |
| Ľuboš Micheľ           | 3      | 2                | 16 | 0 | 0 |  | Igor Šramka              | Martin Balko           |
| Kim Milton Nielsen     | 2      | 1                | 7  | 0 | 0 |  | Jens Larsen              | Jørgen Jepsen          |
| Mike Riley             | 2      | 1                | 11 | 0 | 0 |  | Philip Sharp             | Glenn Turner           |
| Gilles Veissière       | 2      | 1                | 8  | 0 | 0 |  | Frédéric Arnault         | Serge Vallin           |

Als vierte Offizielle wurden Schiedsrichter berücksichtigt, deren Verbände keinen der zwölf Schiedsrichter stellten. De Bleeckere und Vassaras pfiffen bei der nachfolgenden EM 2008 Spiele. Folgende vier Schiedsrichter wurden als vierte Offizielle nominiert:
- Frank De Bleeckere (3)
- Alain Hamer (3)
- Stuart Dougal (5)
- Kyros Vassaras (3)

## Maskottchen und Spielball

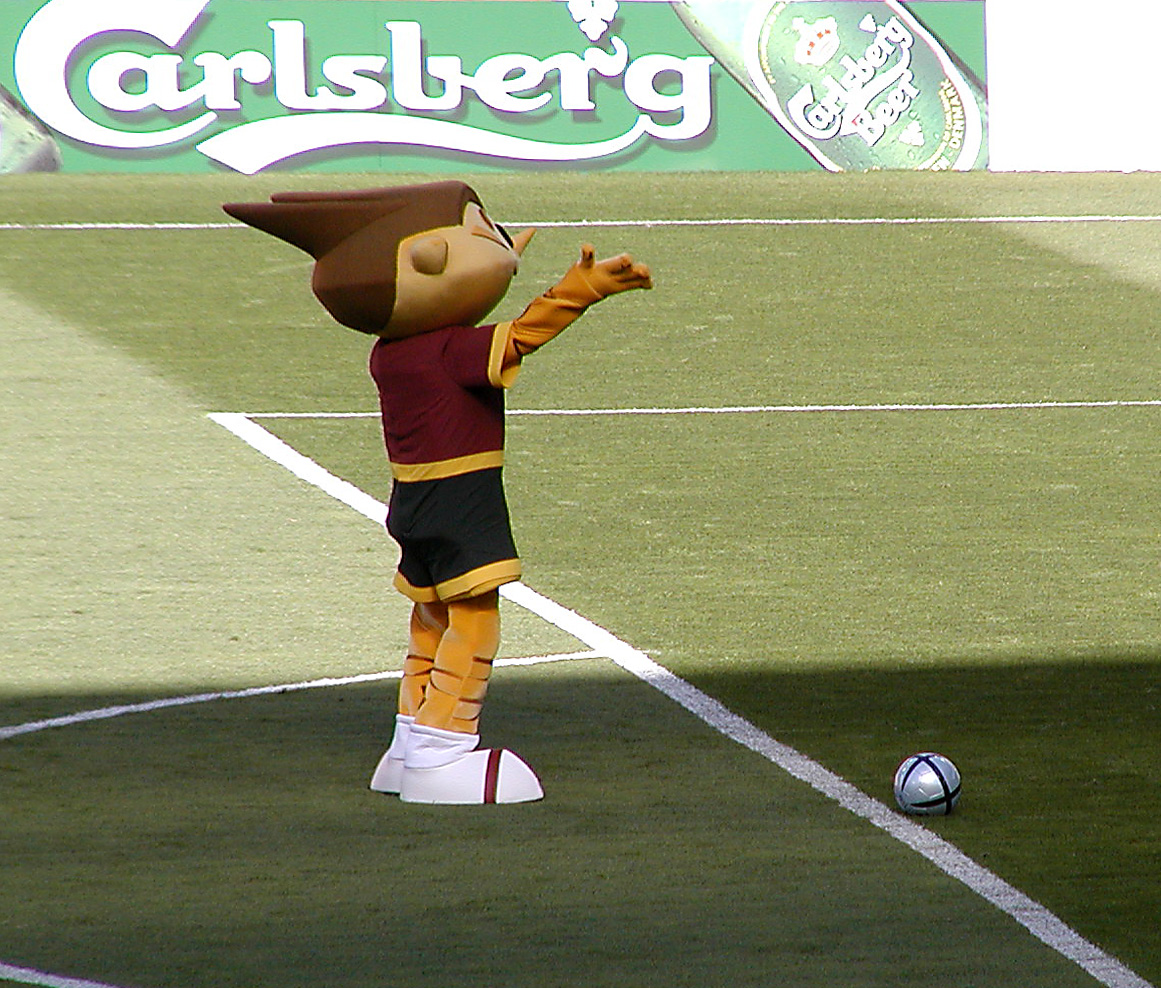
Kinas, das Maskottchen der EM 2004

Maskottchen des Turniers war Kinas, ein Junge in der Spielkleidung der portugiesischen Nationalmannschaft. Der Spielball war der Roteiro, welcher als erster UEFA-Spielball nicht mehr genäht, sondern thermisch verklebt wurde.

## Fazit

### Sport
Sportlich gesehen war die Euro 2004 von hohem Niveau gekennzeichnet. Die meisten Mannschaften zogen sich nicht wie bei früheren Turnieren abwartend in die eigene Spielhälfte zurück, sondern bemühten sich von Spielbeginn an, risikoorientieren Offensivfußball zu spielen. Die gute sportliche Qualität ließ jedoch kaum hohe Ergebnisse zu. Ausnahmen waren die Spiele Kroatien gegen England (2:4) als das Spiel mit den meisten Toren und die Partie zwischen Schweden und Bulgarien (5:0) als das Spiel mit der höchsten Tordifferenz des Turniers. Die große Leistungsdichte sorgte dafür, dass Außenseiter, wie der EM-Neuling Lettland, der die tschechische Mannschaft zwischenzeitlich in Bedrängnis gebracht hatte und gegen Deutschland ein 0:0 und damit den ersten EM-Punkt gewonnen hatte, Erfolge feiern konnten.

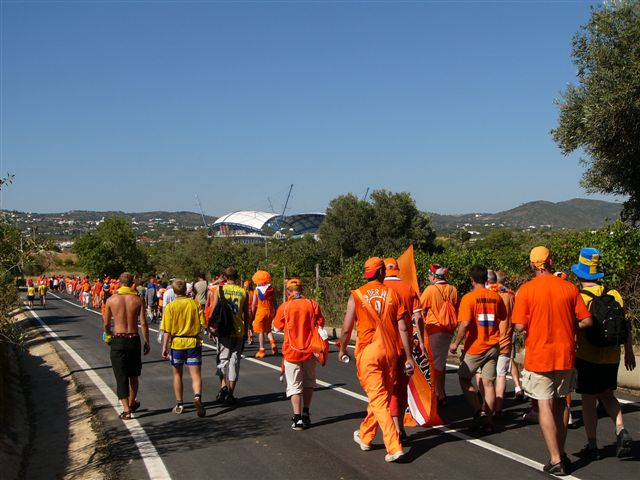
Niederländische und schwedische Fans auf dem Weg ins Algarve-Stadion

Einige Mannschaften enttäuschten aber auch. Italien erfüllte während der drei absolvierten Spiele die Ansprüche in keiner Weise. Den Franzosen merkte man ihre Müdigkeit und Ideenlosigkeit an. Nach dem Turnier stand die Verjüngung des Kaders an. Auch die deutsche Mannschaft überzeugte mit ihren Mitteln nicht. Es fehlten der uneingeschränkte Kampfeswille und die Risikobereitschaft. Nur im Spiel gegen die Niederlande zeigte sie vorübergehend ihr Potenzial. Auch Portugal glänzte anfangs nicht durch schönen Fußball. Erst im Lauf des Turniers steigerte sich die portugiesische Mannschaft spielerisch.

#### Favoritensterben
Die Euro 2004 gilt als ein Turnier der Überraschungen. Zuvor als Favoriten gehandelte Mannschaften wie Spanien und Italien schieden in der Gruppenphase aus. Aber auch für England und Frankreich war das Turnier bereits mit dem Viertelfinale beendet. Das Ausscheiden der hoch gehandelten Mannschaften wurde häufig damit begründet, dass die Nationalspieler dieser Länder in den großen 20er-Ligen Europas (Spanien, Frankreich, England) samt den nationalen und internationalen Pokalwettbewerben sowie den Länderspielen zu viele Spiele im Jahr absolvieren müssten und sich nicht ausreichend regenerieren könnten. Da das Phänomen auch schon für das frühe Ausscheiden einiger Mannschaften bei der WM 2002 verantwortlich gemacht wurde, gab es nach der EM Absichtserklärungen, die Anzahl der Spiele zu reduzieren. Zur Spielzeit 2003/04 war daher bereits die zweite Gruppenphase der UEFA Champions League abgeschafft worden.

#### Der Sieg des Außenseiters

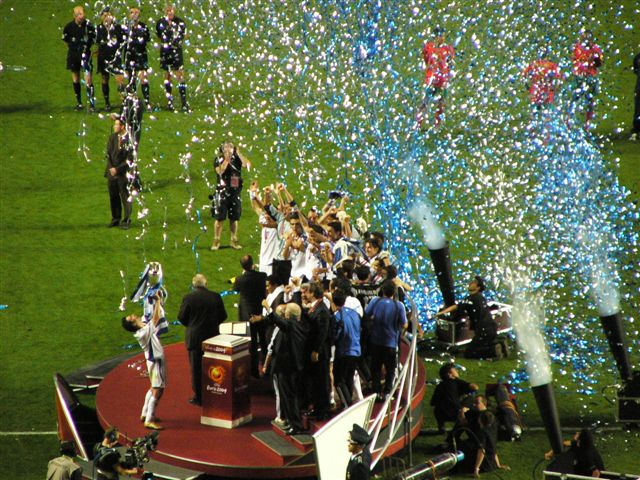
Die griechische Nationalmannschaft während der Siegerehrung

Die Griechen hatten zuletzt 1980 an einer Europameisterschaftsendrunde teilgenommen. Somit war für sie bereits das Erreichen der Endrunde in diesem Jahr ein Erfolg. Zuvor hatten die Hellenen bei einer EM noch nie einen Sieg errungen. Bei ihrem letzten großen Turnier, der Fußball-Weltmeisterschaft 1994 in den USA, waren sie nach der Vorrunde punkt- und torlos ausgeschieden.
Der Titelerfolg bei diesem Turnier wird auch dem deutschen Trainer Otto Rehhagel zugeschrieben, der die Mannschaft seit 2001 trainierte. Als Rehhagel in Griechenland seine Arbeit begann, war der Nationalmannschaftsfußball dort vergleichsweise bedeutungslos. Er formte ohne Griechischkenntnisse, mit Hilfe seines Co-Trainers Ioannis Topalidis, der gleichzeitig als Übersetzer diente, aus vielen Einzelgängern eine Truppe mit Mannschaftsgeist. Rehhagel beschrieb seine Methode mit den Worten: „Die Griechen haben die Demokratie erfunden. Ich habe eine demokratische Diktatur eingeführt.“ Er verhalf dem griechischen Fußball mit einer auf die Mannschaft und die Fähigkeiten der Spieler abgestimmten Taktik in die europäische Spitze. Rehhagel dazu: „Früher hat jeder gemacht, was er will. Jetzt macht jeder, was er kann.“
Er versuchte nach Siegen die Euphorie vieler Fans zu unterdrücken: „Wenn wir zweimal gewinnen, wollen sie gleich Europameister werden, und wenn wir zweimal verlieren, wollen sie sich gleich ins Meer stürzen.“ Rehhagel bewirkte auch, dass Vereins- und Verbandsfunktionäre von der Zuständigkeit über die Nationalmannschaft entbunden wurden. So formte Rehhagel eine Mannschaft, die eine konstante Zusammensetzung hatte und weniger Druck unterlag.
Auf ihrem Weg zum Europameistertitel besiegte Griechenland mehrere höher eingeschätzte Teams, die an der griechischen Verteidigung scheiterten. Bereits das Auftaktspiel gegen den Gastgeber Portugal – zuvor als „wichtigstes Spiel für Griechenland seit 20 Jahren“ gehandelt – war erfolgreich. Die Griechen besiegten die portugiesische Mannschaft dank ihrer Taktik und eines frühen Tores mit 2:1. Dieser Erfolg war von vielen unerwartet, so dass von einer „Sensation“ die Rede war. Die Griechen bestätigten den Eindruck im zweiten Gruppenspiel bei einem 1:1-Unentschieden, welches zum Ausscheiden der mitfavorisierten Spanier beitrug. Nach der Gruppenphase gelang ihnen der Sieg über den amtierenden Europameister Frankreich im Viertelfinale und die ebenfalls hoch gehandelten Tschechen im Halbfinale. Im Finale scheiterte die portugiesische Mannschaft trotz Heimvorteil erneut an der gut eingestellten Mannschaft. Nur die zuerst ausgeschiedenen Russen konnten Griechenland während des Turniers in der Gruppenphase schlagen.
Der Gewinn des Titels durch die Griechen wurde als „Wunder von Lissabon“ bekannt. Griechenland war eine der wenigen Mannschaften, die mit einer eher defensiven Taktik spielten. Rehhagel nennt die griechische Taktik „kontrollierte Offensive“. Er stellte heraus, dass ein Abwehrspieler in einem Spiel das entscheidende Tor erzielte und „dass wir mit Georgios Seitaridis einen der offensivsten Verteidiger der EM gehabt haben“. Des Weiteren agierten die Griechen erfolgreich mit einem Spieler auf der – nach Meinung Vieler – veralteten Libero-Position und mit Dreierkette. Die meisten anderen Mannschaften setzten auf die als moderne Alternative angesehene Viererkette. Dass die Griechen die vermeintlich großen Mannschaften als Europameister hinter sich ließen, war vor allem der Umsetzung der Taktik, der geschlossenen Mannschaftsleistung (besonders in der Einsatzbereitschaft) sowie der guten Chancenverwertung zuzuschreiben.
Otto Rehhagel führte als erster ausländischer Nationaltrainer eine Nationalmannschaft zu einem Turniertitel. Der Erfolg der griechischen Mannschaft hatte im olympischen Jahr eine große Euphorie im ganzen Land zur Folge. Nach der Rückkehr wurden die Europameister im Panathinaiko-Stadion der griechischen Hauptstadt Athen geehrt und dort von rund 100.000 Menschen empfangen. Dort wurden bis dato nur die griechischen Olympiasieger gefeiert. Bei dieser Gelegenheit wurden Otto Rehhagel und seine Spieler zu Ehrenbürgern der Stadt Athen ernannt.
Einige der griechischen Spieler wechselten nach der EM 2004 zu europäischen Clubs. So ging der Verteidiger Michalis Kapsis zu Girondins Bordeaux nach Frankreich, Georgios Seitaridis wechselte zum FC Porto.

#### Jungstars und Namenlose

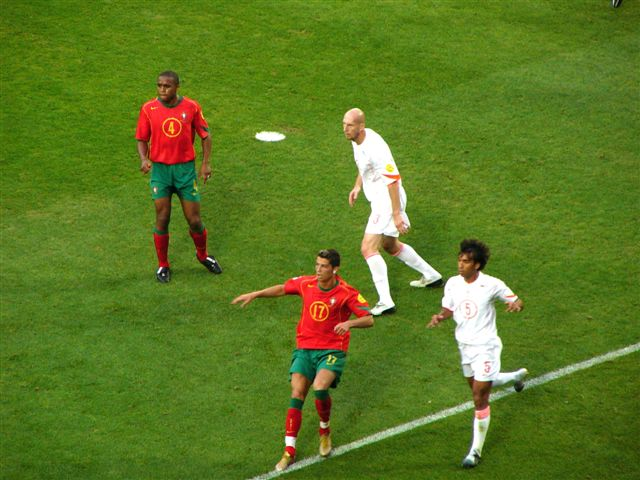
Cristiano Ronaldo (links unten) im Halbfinale gegen die Niederlande

Die EM war nicht die Bühne der etablierten Stars wie Zinédine Zidane, David Beckham, Pavel Nedvěd oder Luís Figo. Sie gehörte den talentierten Jungstars wie Wayne Rooney (jeweils zwei Tore gegen die Schweiz und Kroatien), dem Portugiesen Cristiano Ronaldo, dem Niederländer Arjen Robben (schoss sein Team im Elfmeterschießen gegen Schweden ins Halbfinale), dem Schweden Zlatan Ibrahimović und dem Tschechen Milan Baroš, der die EM als Torschützenkönig abschloss.

#### Unsportliche Momente
Neben den sportlichen gab es auch unschöne und unsportliche Momente auf dem Platz. Francesco Totti (Italien) wurde wegen einer Spuckattacke gegen Christian Poulsen (Dänemark) für drei EM-Spiele gesperrt. Alexander Frei (Schweiz) musste sich ebenfalls wegen mutmaßlichen Spuckens vor der UEFA-Disziplinar- und Kontrollkommission verantworten, wurde jedoch aus Mangel an Beweisen freigesprochen. Er hatte verdeckt zur Fernsehkamera den Gegenspieler Steven Gerrard (England) angespuckt. Nachdem neue Aufnahmen auftauchten, die Frei eindeutig überführten, wurde dieser für die gesamte Europameisterschaft gesperrt, weil er sich bei der Verhandlung nicht schuldig bekannt hatte.

#### Trainerwechsel

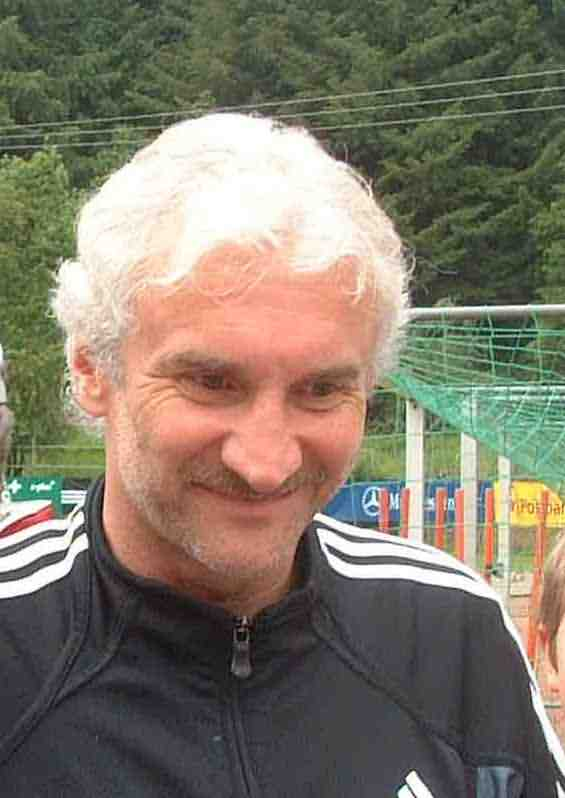
Rudi Völler (2004)

Die Europameisterschaft kostete einige Trainer ihren Posten:
- Der deutsche Teamchef Rudi Völler trat einen Tag nach dem Ausscheiden der deutschen Mannschaft nach der Gruppenphase zurück. Nach langer Suche wurde Jürgen Klinsmann neuer Bundestrainer.
- Der spanische Nationaltrainer Iñaki Sáez musste dem Druck im Lande nachgeben und stellte sein Amt ebenfalls zur Verfügung.
- Giovanni Trapattonis Vertrag als Coach der „Squadra Azzurra“ wurde nach dem frühen Aus vom italienischen Fußballverband nicht verlängert, so dass er Mitte Juli ausschied. Nachfolger wurde Marcello Lippi. Er gewann allein mit Juventus Turin fünf Meistertitel und wurde mit Italien 2006 Weltmeister.
- Der niederländische Bondscoach Dick Advocaat erklärte zwei Tage nach dem EM-Halbfinale seinen Rücktritt. Er sehe nach der nicht abreißenden enormen Kritik keine Grundlage mehr für eine Zusammenarbeit. Neuer Trainer wurde Marco van Basten.
- Der kroatische Trainer Otto Barić erklärte ebenfalls seinen Rückzug vom Trainerposten der kroatischen Nationalmannschaft. Er begründete dies mit dem Misserfolg der Mannschaft während des Turniers und mit seinem Alter. Barić war mit 72 Jahren der älteste an der Euro teilnehmende Trainer.
- Der Franzose Jacques Santini und der Schwede Tommy Söderberg verließen nach dem EM-Turnier freiwillig ihre Mannschaften.
- Als achter Nationaltrainer trat der Bulgare Plamen Markow ab. Sein Nachfolger wurde Christo Stoitschkow.

### Organisation – Sicherheit, Stadien etc.
Portugal gelang es, eine friedliche Europameisterschaft ohne große Ausschreitungen zu veranstalten, was vor allem dem Sicherheitskonzept zu verdanken ist. Das Land bemühte sich, eine möglichst umfassende Sicherheit zu gewährleisten, ohne die Fans abzuschrecken oder arg zu beeinträchtigen.
Die Verhinderung größerer Ausschreitungen ist vor allem neuen Strategien gegen Hooligans zu verdanken. Hier wurden erhebliche Fortschritte im Vergleich zur Euro 2000 gemacht. Allerdings gibt es direkt in Portugal kein Hooliganproblem, wie es in den Niederlanden der Fall war. Das Konzept bestand in erster Linie aus präventiven Maßnahmen wie der Aussetzung des Schengener Abkommens während der Euro, der Verschärfung von Kontrollen an den portugiesischen Grenzen sowie dem Ausreiseverbot beziehungsweise Passentzug polizeibekannter ausländischer Hooligans. Die Polizei hielt sich größtenteils aus den großen Fanmassen zurück und fiel nicht durch übermäßige Präsenz oder Provokation auf. Die umgehende gerichtliche Behandlung von Randalierern erlaubte eine schnelle Verurteilung und Abschiebung. Ferner wurden in den Stadien neben der einheimischen Polizei speziell in Sicherheitsfragen (insbesondere der Zuschauerüberwachung) ausgebildete Stewards eingesetzt, die berechtigt waren, gegen die Vorschriften verstoßende Fans aus den Stadien zu verweisen. Während der gesamten Euro kam es zu zwei Zwischenfällen mit Engländern in Touristenorten und zu einem Todesfall in Lissabon, wo ein 27-jähriger Engländer nach einem Raubüberfall seinen Verletzungen auf dem Weg zum Krankenhaus erlag.
Der Fokus der Sicherheitsmaßnahmen richtet sich nicht mehr auf die Hooligans, sondern seit dem 11. September 2001 in erster Linie auf die Gefahr terroristischer Anschläge. Nach dem Terroranschlag von Madrid am 11. März 2004 wurde das Konzept nochmals überarbeitet und die NATO und Europol eingebunden. Die NATO unterstützte Portugal in der größten Sicherheitsoperation des Landes durch die Überwachung des Luftraumes über der iberischen Halbinsel durch AWACS-Flugzeuge. Alle Stadien wurden am Vorabend vor einem Spiel hermetisch abgeriegelt und an den Eingängen wurde die Anzahl von Detektoren erhöht, um das Einschmuggeln von Bomben unmöglich zu machen. Insgesamt waren für die Sicherheit während des Turniers 20.000 Sicherheitskräfte zuständig. Für die Sicherheit der teilnehmenden Teams wurden eigene nationale Kräfte eingesetzt. Frankreich beispielsweise ließ sich von einer Elitetruppe beschützen und Deutschland brachte einen eigenen Sicherheitskoordinator des Bundeskriminalamtes mit. Mittlerweile arbeiten alle EU-Länder für die Sicherheit solcher Großereignisse zusammen. Beispielsweise tagt alle zwei Monate ein Komitee des Europarates zur Verhinderung von Gewalt bei Sportveranstaltungen. Die Sicherheitsausgaben während des Turniers beliefen sich auf eine zweistellige Millionensumme in Euro.
Die meisten Stadien boten ausgezeichnete Bedingungen. Das Estádio da Luz in Lissabon verfügte über eine intensive Atmosphäre und das Estádio do Dragão in Porto bot eine markante Dachkonstruktion aus Glas.
Allerdings gab es Kritik an einigen Stadien. Das Estádio Municipal de Braga, in ein Felsmassiv hinein gebaut, hat lediglich zwei Seitentribünen und ist als Fußballstadion nur bedingt geeignet. Kritisiert wurde ebenso das Estádio Municipal in Aveiro, das neben einer Müllverbrennungsanlage errichtet wurde und dessen Zufahrtsstraßen nicht rechtzeitig fertiggestellt waren. Das beste Gegenbeispiel ist das Estádio Dom Afonso Henriques in Guimarães, das sich organisch in den Ort einfügt.
Ein enormes Problem stellt die Nachnutzung der Spielstätten dar. In Neubau und Modernisierung der Stadien wurden 553,6 Millionen Euro – geplant waren lediglich 426,4 Millionen – und in den Ausbau der stadionnahen Infrastruktur nochmals 79,4 Millionen Euro investiert. Ein Großteil der Kosten muss von den Kommunen und den Vereinen als Betreiber getragen werden. Die Haushalte der kleineren Kommunen werden durch die Europameisterschaft über lange Zeit schwer belastet bleiben und die Vereine haben hohe Mieten zu zahlen, während sich die erste portugiesische Liga mit geringen Zuschauerzahlen und finanziellen Schwierigkeiten in einer Krise befindet. Schon vor der EM stellte sich die Frage, ob für 31 Spiele zehn Stadien notwendig sind. In fünf Stadien wurden lediglich zwei Gruppenspiele ausgetragen. Leiria hatte nach dem Turnier mit 55 Millionen Euro Schulden durch den Bau des Estádio Dr. Magalhães Pessoa zu kämpfen. Zu den Heimspielen des Vereins kommen im Schnitt etwa 6.000 Besucher. Faro und Loulé, die Trägergemeinden des Estádio Algarve, müssen 5.500 Euro pro Tag für ein Stadion aufbringen, in dem kein Fußball stattfindet. Die Klubs der Städte spielen in unterklassigen Ligen und die Austragung ihrer Partien im Algarve-Stadion wäre wegen der geringen Zuschauerresonanz ein Verlustgeschäft.
Doch es gibt positive Entwicklungen. Der Primeira-Liga-Klub Sporting Braga konnte im 30.000 Zuschauer fassenden Estádio Municipal von Braga mit durchschnittlich 10.000 Besuchern pro Heimspiel eine Verdopplung seiner Zuschauerzahlen seit der Europameisterschaft verzeichnen, womit sie hinter den großen Vereinen Sporting Lissabon, Benfica Lissabon und FC Porto auf Rang vier der Zuschauergunst stehen. Um das Stadion rentabler zu machen, finden Rockkonzerte, Musikfestivals und andere Veranstaltungen statt. Das Stadionumfeld soll durch einen geplanten Sport- und Freizeitpark attraktiver werden.
Auch an der UEFA wurde Kritik laut. Zu große Kartenkontingente für die Verbände führten trotz ausverkaufter Stadien zu leeren Sitzreihen und verärgerten Fans. Bisher stand jedem an einem EM-Spiel beteiligten Verband ein Kontingent von jeweils 20 Prozent der Karten im jeweiligen Stadion zu. Einige Verbände wie der russische und der italienische nutzten jedoch Tausende ihrer übernommenen Karten nicht. Sie konnten die von der UEFA erhaltenen Tickets nicht an die Fans absetzen. Die UEFA kündigte an, die Kontingente deutlich zu reduzieren, um vergleichbare Situationen bei künftigen Turnieren zu verhindern.

### Wirtschaftliche Auswirkungen
Portugal befand sich seit Anfang 2001 in einer wirtschaftlichen Krise. Die Wirtschaft schrumpfte nach einer langen Wachstumsphase seit dem EG-Beitritt im Jahre 1986, die Arbeitslosigkeit und die Inflationsrate stiegen und riefen ein hohes Staatsdefizit hervor. Das Land erhoffte sich durch die Ausrichtung des nach Fernsehzuschauern drittgrößten Sportereignisses der Welt wichtige gesamtwirtschaftliche Impulse.
Durch die gute Organisation der Euro 2004 konnte das Land einen enormen Imagegewinn und eine gesteigerte Bekanntheit in aller Welt für sich verbuchen. Dieser Effekt wirkte sich in erster Linie im Tourismussektor aus. In den nächsten sechs Jahren sollten die Einnahmen aus dem Tourismus zwischen drei und sechs Prozent – mit bis zu 700.000 zusätzlichen Besuchern pro Jahr – wachsen. 2004 wurde mit einer Steigerung von 2,5 Prozent und 500.000 Besuchern gerechnet. Der Tourismus macht 3,7 Prozent des portugiesischen Bruttoinlandsproduktes (BIP) aus. Weiterhin sorgte die Euro 2004 für einen Aufschwung in der Bauwirtschaft. Dies ist auf die hohen Ausgaben für den Bau der Stadien und der Infrastruktur zurückzuführen. Niemals zuvor wurde solch eine große Zahl von Stadien für eine Fußball-Europameisterschaft neu errichtet. In Bau und Erweiterung der Stadien wurden über 600 Millionen Euro investiert. Portugiesische Baufirmen waren an 85 Prozent der Bauarbeiten beteiligt. Der Staat förderte die Baumaßnahmen mit mehr als 100 Millionen Euro. Hinzu kamen Bauaufträge für den Ausbau der öffentlichen und privaten Infrastruktur (beispielsweise Straßen, Hotels). Die konjunkturellen Auswirkungen aus der Baubranche heraus waren allerdings gering, da dieser Sektor zu den unproduktivsten Wirtschaftszweigen gehört.
Das portugiesische Finanzministerium prognostizierte die direkt messbaren Auswirkungen der EM mit einem Anstieg des BIP von 2004 um lediglich 0,08 Prozent. Neben positiven Effekten wie dem Imagegewinn oder zusätzlichen Steuereinnahmen rief die EM auch negative Auswirkungen wie Verkehrs- und Sicherheitsprobleme sowie Umweltschäden durch den steigenden Tourismus und damit hohe Folgekosten hervor.
Die Gewinner in wirtschaftlicher Hinsicht waren die UEFA mit ihren Mitgliedsverbänden und die als Teamausrüster auftretenden Sportartikelhersteller. Das Joint Venture der UEFA und dem Veranstalterland, das für die Organisation des Turniers gegründet wurde, erwartete Bruttorekordeinnahmen von rund 817 Millionen Euro aus Eintrittsgeldern, Sponsoring, Fernseh- und Marketingrechten. Die Einnahmen aus Sponsoring, Fernseh- und Marketingrechten wurden sprunghaft gesteigert. Der Sport gilt unter Wirtschaftsexperten mittlerweile als der am stärksten wachsende Wirtschaftsfaktor der Welt. 500 Millionen Euro zahlten die Hauptsponsoren. Dass sich dieses Engagement lohnte, zeigt das Beispiel Carlsberg. Der Braukonzern verkaufte während des Turniers dreizehn Prozent mehr Bier. Außer an den Veranstalter wurden Teile der Erträge an die Teilnehmer- und Mitgliedsverbände ausgeschüttet. Allein an die Verbände der Teilnehmer flossen als Spielprämien rund 120 Millionen Euro. Von der Europameisterschaft profitierten die Teamausrüster durch die Vermarktung von Spielertrikots in hohem Maße. Zusätzlich konnte Adidas durch den Verkauf des von der UEFA lizenzierten EM-Balles Roteiro eine Nettogewinnsteigerung von 21 % auf einen Rekordgewinn von 314 Millionen Euro verbuchen.

### Zahlen
Die Fußball-Europameisterschaft erregte nicht nur europa-, sondern weltweit großes Aufsehen. Das zeigen die folgenden Zahlen:
- 845 Millionen Zuschauer vor den Fernsehschirmen (Spitzenwerte bis zu 84 % Marktanteil in Ländern wie Portugal und England) bei 11.000 gebuchten Fernsehübertragungsstunden
- 180 Millionen Aufrufe der offiziellen Website Euro2004.com, die meisten in Japan
- bis zu 50 Millionen Zuschauer pro Spiel in der Volksrepublik China, obwohl die Spiele erst spät abends oder nachts begannen
- über 1,1 Millionen Fans in den Stadien
- über 1 Milliarde Euro Umsatz durch Karten- und Merchandisingverkauf